# 4-甲基邻苯二甲酸酐
4-甲基邻苯二甲酸酐是一种有机化合物，化学式为C9H6O3。它可由4-甲基邻苯二甲酸在乙酸酐中回流制得。它和联苯基碘鎓三氟甲磺酸盐在乙酸钯、三苯基膦催化下反应，可以得到2-甲基三亚苯。